# Lista de vereadores de São Fidélis
Esta é a lista de vereadores de São Fidélis, município brasileiro do estado do Rio de Janeiro.
A Câmara Municipal de São Fidélis, é formada atualmente por nove representantes, desde a eleição de 2016, diferentemente do que em eleições nos anos anteriores, do qual em 2012 era de treze cadeiras e em 2000 chegou a ter dezessete cadeiras. Essa redução foi devido ao fato que as cidades passaram a ter um número de vereadores equivalente à sua população.

## Legislatura de 2021–2024
Estes são os vereadores eleitos nas eleições de 15 de novembro de 2020, pelo período de 1° de janeiro de 2021 a 31 de dezembro de 2024:
| Mesa Diretora (2021-2022)               |                       |                        |                              |
| Nome                                    | Início do mandato     | Fim do mandato         | Cargo                        |
| Carlos Rogério Vieira da Silveira (SD)  | 1º de janeiro de 2021 | 31 de dezembro de 2022 | Presidente da Câmara         |
| Marcelo Rodrigues Pereira Silva (PL)    | 1º de janeiro de 2021 | 31 de dezembro de 2022 | 1º Vice-presidente da Câmara |
| Carlos Humberto Fernandes Fratani (MDB) | 1º de janeiro de 2021 | 31 de dezembro de 2022 | 2º Vice-presidente da Câmara |
| Alessandro Marins Ferreira (PL)         | 1º de janeiro de 2021 | 31 de dezembro de 2022 | 1º Secretário                |
| Amauri Araújo da Silva (SD)             | 1º de janeiro de 2021 | 31 de dezembro de 2022 | 2º Secretário                |

|   | Nome                                                                                | Partido                                | Votos | %    | Observações |
| - | ----------------------------------------------------------------------------------- | -------------------------------------- | ----- | ---- | ----------- |
| 1 | Marcelo Rodrigues Pereira da Silva, Marcelinho (São Fidélis, 01.04.1971–)           | Partido Liberal (PL)                   | 1.386 | 5,97 | 2º mandato  |
| 2 | Carlos Rogério Vieira da Silveira, Rogerinho (2021-2022) (São Fidélis, 08.11.1963–) | Solidariedade (SD)                     | 1.310 | 5,64 | 5º mandato  |
| 3 | Amauri Araújo da Silva (São Fidélis, 11.05.1965–)                                   | Solidariedade (SD)                     | 1.238 | 5,33 | 4º mandato  |
| 4 | Erick Lopes Guimarães (São Fidélis, 29.04.1986–)                                    | Solidariedade (SD)                     | 912   | 3,93 | 1º mandato  |
| 5 | Carlos Humberto Fernandes Fratani, Betinho Fratani (São Fidélis, 19.07.1960–)       | Movimento Democrático Brasileiro (MDB) | 889   | 3,83 | 6º mandato  |
| 6 | Alessandro Marins Ferreira, Alessandro da Farmácia (São Fidélis, 13.12.1977–)       | Partido Liberal (PL)                   | 889   | 3,83 | 2º mandato  |
| 7 | Leonardo Pessanha Vieira, Léo (São Fidélis, 28.09.1973–)                            | Partido Liberal (PL)                   | 817   | 3,52 | 2º mandato  |
| 8 | Rodrigo Oliveira Santana (São Fidélis, 14.10.1994–)                                 | Partido Social Democrático (PSD)       | 630   | 2,71 | 1º mandato  |
| 9 | Jonathas Silva de Souza, John de Efinho (São Fidélis, 09.04.1979–)                  | REPUBLICANOS                           | 557   | 2,40 | 3º mandato  |

## Legislatura de 2017–2020
Estes são os vereadores eleitos nas eleições de 2 de outubro de 2016, pelo período de 1° de janeiro de 2017 a 31 de dezembro de 2020:
| Eleição de 2016 |                                                           |         |                  |         |             |
| Nº              | Vereador(a) eleito(a)                                     | Partido | Situação         | Votação | Votação     |
| Nº              | Vereador(a) eleito(a)                                     | Partido | Situação         | Total   | Porcentagem |
| 1               | Jonathas Silva de Souza (John de Efinho)                  | PDT     | Eleito por QP    | 1.328   | 5,86%       |
| 2               | Higor Porto                                               | PSB     | Eleito por QP    | 969     | 4,28%       |
| 3               | Carlos Rogério Vieira da Silveira (Rogerinho) (2017-2020) | PSDB    | Eleito por QP    | 925     | 4,08%       |
| 4               | Amauri Araújo da Silva                                    | PSDB    | Eleito por média | 885     | 3,91%       |
| 5               | Alessandro Marins Ferreira (Alessandro da Farmácia)       | PR      | Eleito por QP    | 781     | 3,45%       |
| 6               | Oberlan Plouvier Gouvea (Oberlan da Casa de Rações)       | PR      | Eleito por QP    | 749     | 3,31%       |
| 7               | Marcelo Rodrigues Pereira Silva (Marcelinho)              | DEM     | Eleito por QP    | 692     | 3,06%       |
| 8               | Carlos Humberto Fernandes Fratani (Betinho Fratani)       | PMDB    | Eleito por média | 662     | 2,92%       |
| 9               | Luiz Fernando Dias dos Santos (Fernando Panela)           | PR      | Eleito por média | 477     | 2,11%       |

| Cor | Significado                                                  |
| 1   | primeiro mandato como vereador(a) da cidade                  |
| 2   | segundo mandato (seguido ou não) como vereador(a) da cidade  |
| 3   | terceiro mandato (seguido ou não) como vereador(a) da cidade |
| 4   | quarto mandato (seguido ou não) como vereador(a) da cidade   |
| 5   | quinto mandato (seguido ou não) como vereador(a) da cidade   |

## Legislatura de 2013–2016
Estes são os vereadores eleitos nas eleições de 7 de outubro de 2012, pelo período de 1° de janeiro de 2013 a 31 de dezembro de 2016:
| Eleição de 2012 |                                                                 |         |                  |         |             |
| Nº              | Vereador(a) eleito(a)                                           | Partido | Situação         | Votação | Votação     |
| Nº              | Vereador(a) eleito(a)                                           | Partido | Situação         | Total   | Porcentagem |
| 1               | Carlos Henrique de Souza (Henrique de Mutango)                  | PMDB    | Eleito por QP    | 1473    | 6,236%      |
| 2               | Amauri Araújo da Silva                                          | PSC     | Eleito por QP    | 1138    | 4,818%      |
| 3               | Carlos Humberto Fernandes Fratani (Betinho Fratani) (2013-2014) | PMDB    | Eleito por QP    | 988     | 4,183%      |
| 4               | Ronaldo Stellet                                                 | PMDB    | Eleito por QP    | 914     | 3,869%      |
| 5               | Jorge Henrique da Silva (Jacozinho)                             | PMDB    | Eleito por média | 885     | 3,747%      |
| 6               | Jonathas Silva de Souza (Jhon do Efinho)                        | PDT     | Eleito por QP    | 829     | 3,509%      |
| 7               | Carlos Rogério Vieira da Silveira (Rogerinho) (2015-2016)       | PR      | Eleito por QP    | 769     | 3,255%      |
| 8               | Aridelson Carneiro Costa (Aridelson Bombeiro)                   | PCdoB   | Eleito por QP    | 717     | 3,035%      |
| 9               | João Fábio Dias Rodrigues (Fábio Aranha)                        | PPS     | Eleito por QP    | 573     | 2,426%      |
| 10              | Manoel Alves Guimarães (Manoel Broa)                            | PR      | Eleito por QP    | 573     | 2,426%      |
| 11              | Gumerci Machado                                                 | PCdoB   | Eleito por QP    | 561     | 2,375%      |
| 12              | Ricardo de Oliveira Barreto (Ricardinho Barreto)                | PP      | Eleito por média | 452     | 1,913%      |
| 13              | Salvador Braga Duarte (Badozinho)                               | PSB     | Eleito por QP    | 324     | 1,372%      |

| Cor | Significado                                                  |
| 1   | primeiro mandato como vereador(a) da cidade                  |
| 2   | segundo mandato (seguido ou não) como vereador(a) da cidade  |
| 3   | terceiro mandato (seguido ou não) como vereador(a) da cidade |
| 4   | quarto mandato (seguido ou não) como vereador(a) da cidade   |
| 5   | quinto mandato (seguido ou não) como vereador(a) da cidade   |

## Legislatura de 2009–2012
Estes são os vereadores eleitos nas eleições de 5 de outubro de 2008, pelo período de 1° de janeiro de 2009 a 31 de dezembro de 2012:
| Eleição de 2008 |                                                                           |         |                  |         |             |
| Nº              | Vereador(a) eleito(a)                                                     | Partido | Situação         | Votação | Votação     |
| Nº              | Vereador(a) eleito(a)                                                     | Partido | Situação         | Total   | Porcentagem |
| 1               | Carlos Humberto Fernandes Fratani (Betinho da Auto Escola) (06 a 12.2012) | PMDB    | Eleito por QP    | 1.490   | 6,37%       |
| 2               | Marcos Antônio de Guimarães Gonçalves (Marcão) (2009-09.2011)             | PMDB    | Eleito por QP    | 1.208   | 5,16%       |
| 3               | Manoel Alves Guimarães (Manoel Broa)                                      | PTB     | Eleito por QP    | 1.169   | 4,99%       |
| 4               | Ronaldo Stellet                                                           | PMDB    | Eleito por QP    | 1.125   | 4,81%       |
| 5               | Jorge Henrique da Silva (Jacozinho)                                       | PMDB    | Eleito por QP    | 1.037   | 4,43%       |
| 6               | Amauri Araújo da Silva                                                    | PSC     | Eleito por QP    | 903     | 3,86%       |
| 7               | Josué Ribeiro Miranda (Dué)                                               | PSC     | Eleito por média | 878     | 3,75%       |
| 8               | Efer Soares de Souza (Efinho do Escritório)                               | PDT     | Eleito por QP    | 629     | 2,69%       |
| 9               | Manoel Veiga Amaral                                                       | PPS     | Eleito por média | 594     | 2,54%       |

| Cor | Significado                                                  |
| 1   | primeiro mandato como vereador(a) da cidade                  |
| 3   | terceiro mandato (seguido ou não) como vereador(a) da cidade |
| 4   | quarto mandato (seguido ou não) como vereador(a) da cidade   |

## Legislatura de 2005–2008
Estes são os vereadores eleitos nas eleições de 3 de outubro de 2004, pelo período de 1° de janeiro de 2005 a 31 de dezembro de 2008:
| Eleição de 2004 |                                                                 |         |                  |         |             |
| Nº              | Vereador(a) eleito(a)                                           | Partido | Situação         | Votação | Votação     |
| Nº              | Vereador(a) eleito(a)                                           | Partido | Situação         | Total   | Porcentagem |
| 1               | Fábio Silva de Abreu (Dr. Fábio)                                | PSDB    | Eleito por QP    | 1.203   | 4,951%      |
| 2               | Marcos Antônio de Magalhães Gonçalves (Marcão) (07.2007-2008)   | PSDB    | Eleito por QP    | 1.157   | 4,761%      |
| 3               | José William Ribeiro de Oliveira                                | PSDB    | Eleito por QP    | 1.123   | 4,621%      |
| 4               | José Luiz de Moura Stellet (Zé Luiz Eletricista) (01 a 03.2007) | PV      | Eleito por média | 963     | 3,963%      |
| 5               | Carlos Rogério Vieira da Silveira (Rogerinho) (2005-2006)       | PSDB    | Eleito por média | 811     | 3,337%      |
| 6               | Carlos Humberto Fernandes Fratani (Betinho Fratani)             | PMDB    | Eleito por QP    | 768     | 3,160%      |
| 7               | Ricardo de Oliveira Barreto (Ricardinho Barreto)                | PP      | Eleito por QP    | 748     | 3,078%      |
| 8               | Elson de Souza Lages (Elsinho Lages)                            | PMDB    | Eleito por média | 556     | 2,288%      |
| 9               | Efer Soares de Souza (Efinho do Escritório)                     | PFL     | Eleito por QP    | 504     | 2,074%      |

| Cor | Significado                                                  |
| 1   | primeiro mandato como vereador(a) da cidade                  |
| 2   | segundo mandato (seguido ou não) como vereador(a) da cidade  |
| 3   | terceiro mandato (seguido ou não) como vereador(a) da cidade |
| 4   | quarto mandato (seguido ou não) como vereador(a) da cidade   |
| 5   | quinto mandato (seguido ou não) como vereador(a) da cidade   |

## Legislatura de 2001–2004
Estes são os vereadores eleitos nas eleições de 1º de outubro de 2000, pelo período de 1° de janeiro de 2001 a 31 de dezembro de 2004:
| Eleição de 2000 |                                                     |         |                  |         |             |
| Nº              | Vereador(a) eleito(a)                               | Partido | Situação         | Votação | Votação     |
| Nº              | Vereador(a) eleito(a)                               | Partido | Situação         | Total   | Porcentagem |
| 1               | José Luiz Moura Stellet (Zé Luiz Eletricista)       | PDT     | Eleito por QP    | 859     | 3,626%      |
| 2               | Bernato das Graças de Brito                         | PDT     | Eleito por QP    | 836     | 3,529%      |
| 3               | Carlos Rogério Vieira da Silveira (Rogerinho)       | PDT     | Eleito por QP    | 805     | 3,398%      |
| 4               | Carlos Humberto Fernandes Fratani (Betinho Fratani) | PDT     | Eleito por QP    | 722     | 3,047%      |
| 5               | Carlos Henrique de Souza (Henrique de Mutango)      | PDT     | Eleito por QP    | 656     | 2,769%      |
| 6               | Valdemir Hespanhol Diniz                            | PDT     | Eleito por QP    | 581     | 2,452%      |
| 7               | Magno Rangel Rocha                                  | PSDB    | Eleito por QP    | 529     | 2,233%      |
| 8               | Rogério da Silva Vieira                             | PDT     | Eleito por QP    | 509     | 2,148%      |
| 9               | Elson de Souza Lages (Elsinho Lages) (2001-2002)    | PDT     | Eleito por média | 504     | 2,127%      |
| 10              | Ricardo de Oliveira Barreto (Ricardinho Barreto)    | PP      | Eleito por QP    | 489     | 2,064%      |
| 11              | Marcos Antônio de Magalhães Gonçalves (Marcão)      | PDT     | Eleito por média | 451     | 1,904%      |
| 12              | Luciano Paulino da Conceição                        | PT      | Eleito por QP    | 420     | 1,773%      |
| 13              | José Márcio Soares Ribeiro                          | PSDB    | Eleito por média | 393     | 1,659%      |
| 14              | Efer Soares de Souza (Efinho do Escritório)         | PP      | Eleito por QP    | 390     | 1,646%      |
| 15              | José Custódio de Oliveira Filho                     | PSB     | Eleito por QP    | 382     | 1,612%      |
| 16              | Arycélio Machado Barcelos (2003-2004)               | PSB     | Eleito por QP    | 374     | 1,579%      |
| 17              | Ademir Soares Coimbra                               | PMDB    | Eleito por QP    | 348     | 1,469%      |

| Cor | Significado                                                  |
| 1   | primeiro mandato como vereador(a) da cidade                  |
| 2   | segundo mandato (seguido ou não) como vereador(a) da cidade  |
| 3   | terceiro mandato (seguido ou não) como vereador(a) da cidade |
| 4   | quarto mandato (seguido ou não) como vereador(a) da cidade   |

## Legislatura de 1997–2000
Estes são os vereadores eleitos nas eleições de 3 de outubro de 1996, pelo período de 1° de janeiro de 1997 a 31 de dezembro de 2000:
| Eleição de 1996 |                                                |         |                  |         |             |
| Nº              | Vereador(a) eleito(a)                          | Partido | Situação         | Votação | Votação     |
| Nº              | Vereador(a) eleito(a)                          | Partido | Situação         | Total   | Porcentagem |
| 1               | Luiz Carlos Fernandes Fratani                  | PDT     | Eleito por QP    | 860     | 4,084%      |
| 2               | José Márcio Soares Ribeiro                     | PMDB    | Eleito por QP    | 638     | 3,030%      |
| 3               | Magno Rangel Rocha                             | PSDB    | Eleito por QP    | 601     | 2,854%      |
| 4               | Valdemir Hespanhol Diniz                       | PSC     | Eleito por QP    | 551     | 2,616%      |
| 5               | Natanael Lessa Merida                          | PMDB    | Eleito por QP    | 519     | 2,465%      |
| 6               | Juarez Carlos Rodrigues da Silva               | PMDB    | Eleito por média | 461     | 2,189%      |
| 7               | José Luiz Moura Stellet (Zé Luiz Eletricista)  | PDT     | Eleito por QP    | 460     | 2,184%      |
| 8               | Jorge Alves Martins                            | PDT     | Eleito por QP    | 449     | 2,132%      |
| 9               | Roberto Carlos Souto da Silva                  | PDT     | Eleito por média | 436     | 2,070%      |
| 10              | Anezio Aires Ferreira Filho                    | PSDB    | Eleito por QP    | 388     | 1,842%      |
| 11              | Carlos Henrique de Souza (Henrique de Mutango) | PDT     | Eleito por média | 346     | 1,643%      |
| 12              | Salomão Pereira Diogo                          | PDT     | Eleito por média | 345     | 1,638%      |
| 13              | Gerocy Ferreira de Souza (1997-1998)           | PSDB    | Eleito por média | 313     | 1,486%      |
| 14              | Ademir Soares Coimbra                          | PL      | Eleito por QP    | 311     | 1,477%      |
| 15              | Arycélio Machado Barcelos                      | PSDB    | Eleito por média | 304     | 1,444%      |
| 16              | Efer Soares de Souza (Efinho do Escritório)    | PL      | Eleito por média | 218     | 1,035%      |
| 17              | José Custódio de Oliveira Filho                | PSC     | Eleito por média | 203     | 0,964%      |

| Cor | Significado                                                 |
| 1   | primeiro mandato como vereador(a) da cidade                 |
| 2   | segundo mandato (seguido ou não) como vereador(a) da cidade |
| 4   | quarto mandato (seguido ou não) como vereador(a) da cidade  |

## Legislatura de 1993–1996
Estes são os vereadores eleitos nas eleições de 3 de outubro de 1992, pelo período de 1° de janeiro de 1993 a 31 de dezembro de 1996:
| Eleição de 1992 |                                                              |         |         |
| Nº              | Vereador(a) eleito(a)                                        | Partido | Votação |
| 1               | David Loureiro Coelho (1995-1996)                            | PMDB    | 496     |
| 2               | Ricardo de Oliveira Barreto (Ricardinho Barreto) (1993-1994) | PFL     | 464     |
| 3               | José da Costa Alvarenga                                      | PFL     | 433     |
| 4               | Norival Hespanhol                                            | PMDB    | 431     |
| 5               | Nelson Henrique de Souza                                     | PDT     | 423     |
| 6               | Salomão Pereira Diogo                                        | PMDB    | 429     |
| 7               | Regina Cely Pereira Afonso                                   | PMDB    | 416     |
| 8               | Celso Guimarães Vieira                                       | PDT     | 376     |
| 9               | Geovane da Silva                                             | 41      | 368     |
| 10              | Magno Rangel Rocha                                           | PDT     | 359     |
| 11              | Osmar Caiana Vieira de Menezes                               | PDT     | 351     |
| 12              | Juarez Carlos Rodrigues Silva                                | 41      | 315     |
| 13              | Josmar Geraldo Assumpção                                     | PSDB    | 279     |
| 14              | Natanael Lessa Merida                                        | 41      | 251     |
| 15              | José Maria Maurício                                          | PPB     | 224     |

| Cor | Significado                                                  |
| 1   | primeiro mandato como vereador(a) da cidade                  |
| 2   | segundo mandato (seguido ou não) como vereador(a) da cidade  |
| 3   | terceiro mandato (seguido ou não) como vereador(a) da cidade |

## Legislatura de 1989–1992
Estes são os vereadores eleitos nas eleições de 15 de novembro de 1988, pelo período de 1° de janeiro de 1989 a 31 de dezembro de 1992:
| Eleição de 1988 |                                                  |         |         |
| Nº              | Vereador(a) eleito(a)                            | Partido | Votação |
| 1               | Ricardo de Oliveira Barreto (Ricardinho Barreto) | PFL     | 619     |
| 2               | Elson de Souza Lages (Elsinho Lages)             | PDT     | 489     |
| 3               | Cláudio Melhem de Carvalho                       | PFL     | 444     |
| 4               | Antônio Carlos de Faria Mendes                   | PFL     | 441     |
| 5               | David Loureiro Coelho                            | PDT     | 414     |
| 6               | Nelson Henrique de Souza                         | PMDB    | 403     |
| 7               | José Pessanha                                    | PMDB    | 373     |
| 8               | Maxwell Pontes                                   | PMDB    | 373     |
| 9               | Norival Hespanhol                                | PMDB    | 368     |
| 10              | Gerocy Ferreira de Souza (1989-1990)             | PMDB    | 344     |
| 11              | José Estéfan                                     | PDT     | 311     |
| 12              | Paulo de Souza Sendra                            | PDT     | 306     |
| 13              | Celso Guimarães Vieira (1991-1992)               | PDT     | 259     |

| Cor | Significado                                                  |
| 1   | primeiro mandato como vereador(a) da cidade                  |
| 2   | segundo mandato (seguido ou não) como vereador(a) da cidade  |
| 3   | terceiro mandato (seguido ou não) como vereador(a) da cidade |

## Legislatura de 1983–1988
Estes são os vereadores eleitos nas eleições de 15 de novembro de 1982:
| Eleição de 1982 |                                      |         |         |
| Nº              | Vereador(a) eleito(a)                | Partido | Votação |
| 1               | Elson de Souza Lages (Elsinho Lages) | PMDB    | 522     |
| 2               | Gerocy Ferreira de Souza             | PMDB    | 489     |
| 3               | Orlando de Oliveira Lins             | PDS     | 446     |
| 4               | Cláudio Melhem de Carvalho           | PDS     | 413     |
| 5               | Roberto Cabral Lopes                 | PMDB    | 404     |
| 6               | Uberacy Messias Damasceno            | PMDB    | 349     |
| 7               | José Estéfan                         | PMDB    | 348     |
| 8               | Abel Ignácio da Silveira             | PMDB    | 331     |
| 9               | Aurene Cardoso                       | PDS     | 324     |
| 10              | Alberto Guimarães Araújo             | PMDB    | 308     |
| 11              | Nelson Henrique de Souza             | PDS     | 296     |
| 12              | Pedro Hespanhol                      | PMDB    | 299     |
| 13              | Antônio Pedro Teixeira               | PTB     | 168     |

| Cor | Significado                                                 |
| 1   | primeiro mandato como vereador(a) da cidade                 |
| 2   | segundo mandato (seguido ou não) como vereador(a) da cidade |

## Legislatura de 1977–1982
Estes são os vereadores eleitos nas eleições de 15 de novembro de 1976:
| Eleição de 1976 |                                      |         |         |
| Nº              | Vereador(a) eleito(a)                | Partido | Votação |
| 1               | José Estéfan                         | ARENA   | 640     |
| 2               | Alcides Miranda                      | ARENA   | 484     |
| 3               | José Pessanha                        | ARENA   | 435     |
| 4               | Pedro Hespanhol                      | MDB     | 381     |
| 5               | Odair Seixas                         | ARENA   | 349     |
| 6               | Onofre da Costa Raposo               | ARENA   | 346     |
| 7               | Celso Guimarães Vieira               | ARENA   | 336     |
| 8               | Milton Santana                       | ARENA   | 307     |
| 9               | Carlos Alberto Pereira Willemen      | ARENA   | 283     |
| 10              | Gerocy Ferreira de Souza             | MDB     | 282     |
| 11              | Joacy Ferreira dos Santos            | ARENA   | 277     |
| 12              | Uberacy Messias Damasceno            | MDB     | 275     |
| 13              | Colbert Paulo Panisset               | MDB     | 252     |
| 14              | Eraldo da Silva Madureira            | MDB     | 246     |
| 15              | Elson de Souza Lages (Elsinho Lages) | MDB     | 229     |

| Cor | Significado                                                 |
| 1   | primeiro mandato como vereador(a) da cidade                 |
| 2   | segundo mandato (seguido ou não) como vereador(a) da cidade |

## Legislatura de 1973–1976
Estes são os vereadores eleitos nas eleições de 15 de novembro de 1972:
| Eleição de 1972 |                                 |         |         |
| Nº              | Vereador(a) eleito(a)           | Partido | Votação |
| 1               | Hamilton dos Santos Machado     | ARENA   | 477     |
| 2               | Norival Hespanhol               | MDB     | 474     |
| 3               | Ernesto Deodato Nogueira Penido | ARENA   | 449     |
| 4               | Vicente Barcelos Neto           | ARENA   | 422     |
| 5               | José Hentzy da Cunha            | ARENA   | 408     |
| 6               | Milton Santana                  | ARENA   | 399     |
| 7               | Adahil Perlingeiro Lanhas       | ARENA   | 395     |
| 8               | Alberto de Souza Lopes          | MDB     | 374     |
| 9               | Maxwell Pontes                  | ARENA   | 371     |
| 10              | Acyr Maia Rodrigues             | ARENA   | 362     |
| 11              | José Ferreira Andrade           | ARENA   | 353     |
| 12              | Asdrubal de Almeida Santos      | ARENA   | 349     |
| 13              | Alberto Guimarães Araújo        | MDB     | 246     |
| 14              | Manoel José Pinheiro            | MDB     | 241     |
| 15              | Roberto Cabral Lopes            | MDB     | 193     |

| cor  | significado          |
| Bege | Presidente da Câmara |
| Azul | Suplente             |